# Verein für Raumschiffahrt
Verein für Raumschiffahrt (VfR – Towarzystwo Podróży Kosmicznych) – stowarzyszenie miłośników techniki rakietowej istniejące w Niemczech w latach 1927–1933. Należało do niego wielu inżynierów, którzy później przyczynili się do rozwoju lotów kosmicznych.
Towarzystwo powstało na fali fascynacji eksploracją kosmosu zapoczątkowanej przez wydanie książek Hermanna Obertha o fizyce lotów rakietowych Rakietą w przestrzeń międzyplanetarną (niem. Die Rakete zu den Planetenräumen) oraz jej mniej teoretycznej wersji opracowanej przez Maksa Valiera. Książki opisywały m.in. zjawisko znane dziś jako efekt Obertha, rakiety wielostopniowe wraz z matematycznymi wywodami rozwiązań technicznych. 
Zostało założone we Wrocławiu 5 lipca 1927 w zajeździe „Wirtshaus zum goldnen Zepter” (nieistniejąca dziś kamienica „Pod Złotym Berłem”) na Schmiedebrucke 22. Sąd początkowo odmówił rejestracji, za powód podając fakt, że słowo „Raumschiffahrt” nie istnieje w języku niemieckim. Założycielem i pierwszym prezesem był Johannes Winkler. Pozostali 5 członkowie zalozyciele to : Max Valier, Rektor Fuhrmann, cand. chem. Jakubowicz, Dipl.-Ing. Sauer i Walter Neubert.  W sumie zapisało się około 800 osób, m.in. Klaus Riedel, Rudolf Nebel, Wernher Magnus Maximilian Freiherr von Braun, Hermann Oberth, Walter Hohmann, Hermann Noordung, Kurt Heinisch, Eugen Sänger, Rolf Engel, Arthur Rudolph, a także Ary Sternfeld. Towarzystwo wydawało czasopismo Rakieta (niem. "Die Rakete", Zeitschrift für Raumschiffahrt).
W 1930 VfR zakupiło działkę pod Berlinem, tuż przy lotnisku Berlin-Tegel przeznaczoną na eksperymenty z rakietami. Przez następne trzy lata dokonywali prób z coraz silniejszymi maszynami. Pierwszą niezbyt udaną serię Mirak zastąpiła udoskonalona seria rakiet Repulsor, której największe egzemplarze osiągały zasięg 1 km.
Oprócz eksperymentów z rakietami Towarzystwo zajmowało się propagowaniem lotów kosmicznych. Oberth i Ley byli konsultantami na planie filmu Fritza Langa Kobieta na Księżycu (niem. Die Frau im Mond). Valier był pomocnikiem Fritza von Opla (wnuka Adama Opla, założyciela firmy Opel) w rakietowych pokazach kaskaderskich.
W 1932 Towarzystwo zorganizowało pokaz dla armii. Chociaż sam pokaz był nieudany, kapitan Walter Dornberger odpowiedzialny za wojskowy program rakietowy był pod wrażeniem osiągniętych wyników. Zaproponował wsparcie finansowe w zamian za utrzymanie prac w tajemnicy oraz ograniczenie się do wojskowych zastosowań techniki rakietowej. Propozycja została odrzucona.
W 1933 Towarzystwo przestało istnieć z powodu kłopotów ze znalezieniem funduszy, sporów spowodowanych odrzuceniem propozycji Dornbergera oraz problemów z władzami Berlina, zaniepokojonych przeprowadzaniem eksperymentów w pobliżu miasta.